# Nalva Aguiar
Nalva de Fátima Aguiar (Tupaciguara, 9 de outubro de 1945) é uma cantora e compositora brasileira. Ficou famosa com a música sertaneja e música country, sendo uma das primeiras cantoras brasileiras a cantar country no Brasil. É considerada a grande dama da música sertaneja.

## Vida pessoal
Em 1987 estava casada com Tião Procópio, o primeiro competidor de rodeios do Brasil e o precursor da montaria em touros. Tem três filhos, pelo menos um neto e vive em Uberlândia. Aos 78 anos sofria de Alzheimer.

## Discografia

### Compactos
- 1966 - Nalva Aguiar (Chantecler)
- 1967 - Nalva Aguiar (Compacto Simples) (com The Jet Black's) (Chantecler)[4][2]
- 1967 - Nalva Aguiar (com The Jet Black's) (Chantecler)
- 1968 - Nalva Aguiar (Chantecler)[2]
- 1968 - Nalva Aguiar com Orquestra (Chantecler)
- 1969 - Nalva Aguiar (Beverly)
- 1970 - Nalva Aguiar (Beverly)
- 1971 - Nalva Aguiar (Beverly)
- 1972 - Nalva Aguiar (Beverly)[2]
- 1973 - Foi Bom Você Chegar (Compacto Duplo) (Epic)[2]
- 1974 - Nalva Aguiar (Epic)[2]
- 1975 - Nalva Aguiar (Compacto Duplo) (Epic)[2]
- 1975 - Nalva Aguiar (Epic)
- 1976 - Nalva Aguiar (Epic)[2]
- 1977 - Nalva Aguiar (Compacto Duplo) (CBS)[2]
- 1979 - Na Trilha Sonora do Filme "Sinfonia Sertaneja) (CBS)
- 1981 - Nalva Aguiar (CBS)[2]
- 1981 - Mulher de Caminhoneiro (CBS)
- 1982 - O Trem (CBS)

### Álbuns de Estúdio
- 1971 - Nalva (Beverly)[2]
- 1972 - Rock and Roll Lullaby (Beverly)[2]
- 1973 - Foi Bom Você Chegar (CBS)
- 1974 - Nalva Aguiar (CBS)
- 1977 - Vale Prateado (CBS)[2]
- 1978 - Tupaciguara (CBS)[2]
- 1981 - Nalva Aguiar (CBS)[2]
- 1983 - Doradinho (Chantecler)[2]
- 1984 - Guerra dos Desafios (Teixeirinha e Nalva Aguiar) (Chantecler)[2]
- 1984 - Cowboy de Rodeio (Chantecler)[2]
- 1988 - Nalva Aguiar[2]
- 1991 - Nalva Aguiar (RGE)[2]

### Álbuns de Compilação
- 1977 - Seleção de Ouro (Beverly)
- 1987 - O Melhor de Nalva Aguiar (Phonodisc)
- 1990 - Seleção de Ouro (EMI Music)
- 1995 - Dose Dupla (Warner Music)
- 1999 - Nalva Aguiar (Velas)[2]
- 2006 - Meus Grandes Sucessos (Atração)[2]
- 2008 - O Melhor de Nalva Aguiar (Atração)
- 2009 - Grandes Sucessos (Master Gravações)[5]

## Singles de sucesso
- "Dia de Formatura"[1]
- "Beijinho Doce" (1976), valsa de Nhô Pai, incluída na triha sonora do filme O conto-do-vigário, de Kleber Mendonça e Barros de Alencar[2]
- "Tá de Mal Comigo", de Nhô Pai, alcançou o topo das paradas de sucesso na década de 1970[1]
- "Dois Estranhos"[2]
- "Jambalaya"[2]
- "Ainda Existem Cowboys"
- "Cowboy de Rodeio" (1984)[1][3]
- "Coração da Pátria"
- "Não Volto Mais"
- "Anjo das Manhãs"
- "Avenida Boiadeira"[3]
- "Meu Senhor (My Sweet Lord)"

## Filmografia
- 1967 - Adorável Trapalhão, com Renato Aragão[2]
- 1969 - 2000 Anos de Confusão, com Renato Aragão e Dedé Santana[2]
- 1977 - Entre o Céu e o Inferno, com Duduca & Dalvan[2]
- 1979 - Sinfonia Sertaneja, com Geraldo Meirelles e Marcelo Costa.[2]